# Enrico Presutti
Enrico Presutti (Perugia, 12 gennaio 1870 – 25 luglio 1949) è stato un giurista e politico italiano di orientamento antifascista.
È ricordato anche per essere stato uno pochissimi docenti universitari che rifiutarono il giuramento di fedeltà al fascismo.

## Biografia
Di origini campobassane, compie i suoi studi nella città di nascita per poi trasferirsi in quella di origine, dove apre uno studio legale ed inizia ad interessarsi di politica. La sua vita si alterna tra Campobasso e Napoli, dove nella locale università ottiene le cattedre di Diritto amministrativo e Diritto costituzionale. Liberale di orientamento moderato, seguace di Giovanni Amendola, nel biennio 1917-1918 è sindaco di Napoli. Deputato dall'anno precedente fa parte della componente del gruppo liberale che rifiuta qualsiasi collaborazione col governo Mussolini; rieletto nel 1924, aderisce alla secessione dell'Aventino e viene dichiarato decaduto dal mandato parlamentare nel 1926. 
È uno dei docenti universitari che rifiutano di prestare il Giuramento di fedeltà al fascismo e, a causa del suo fiero antifascismo, viene anche espulso dall'ordine degli avvocati e ridotto a lavorare come semplice impiegato. Colpito sul finire degli anni '30 da una paralisi si ritira a vita privata fino al 1944: in tale anno il Comando militare alleato, su proposta dell'Università di Napoli, gli conferisce il titolo di Professore Emerito e successivamente il Ministro dell'educazione nazionale, De Ruggiero, lo reintegra nella Cattedra universitaria a vita. Membro della Consulta nazionale come aventiniano del 1924, partecipa poco o nulla ai suoi lavori a causa delle condizioni di salute. 
Massone aderente al Grande Oriente d'Italia, 33º grado del Rito scozzese antico ed accettato, è a lui e a Giovanni Camera che furono affidate le trattative per la fusione del Rito scozzese del Grande Oriente con quello della Gran Loggia in un unico nuovo Supremo Consiglio, fusione che non riuscì.
Nel 1944, viene nominato Maestro Venerabile onorario della prima loggia ricostituita a Napoli dopo la caduta del fascismo.